# Calorifero

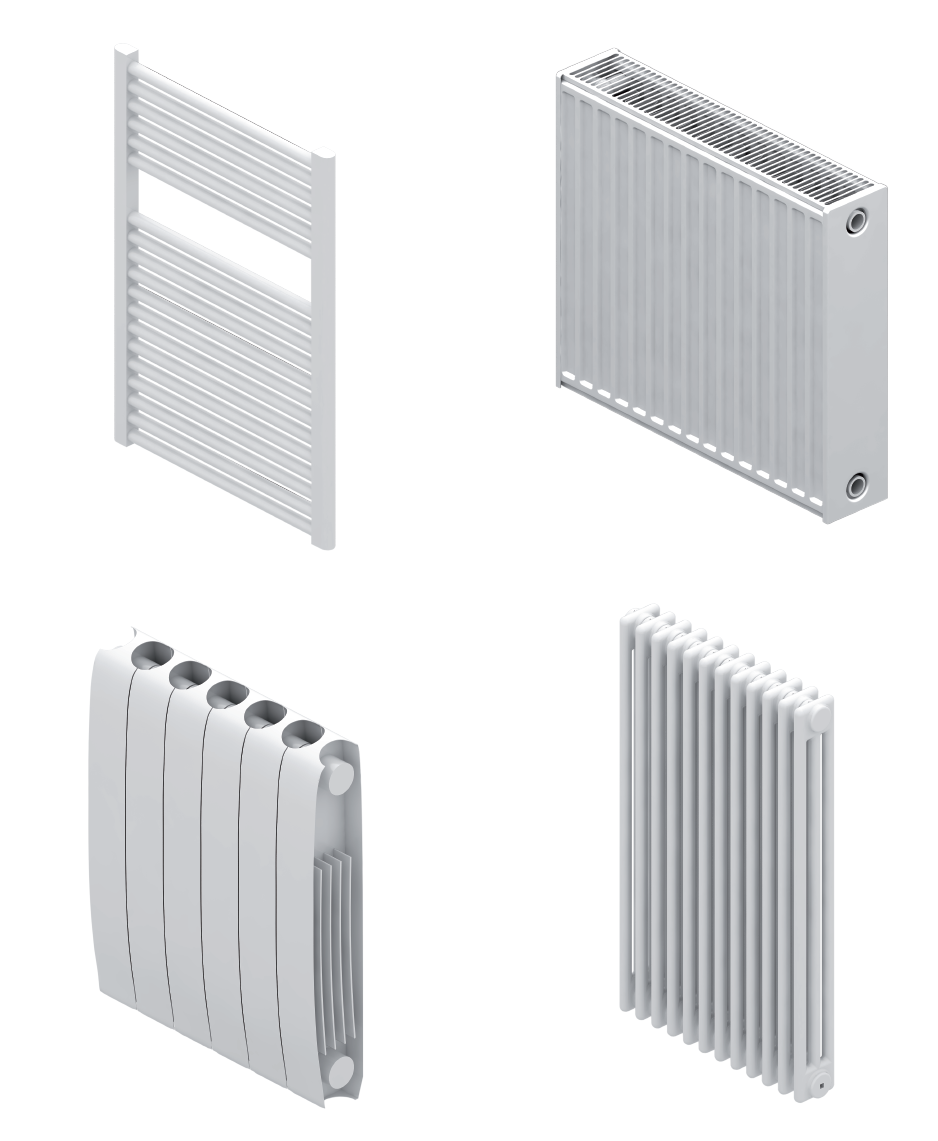
Diversi modelli di radiatori o caloriferi

Il calorifero o radiatore o termosifone è un comune componente radiante dell'impianto di riscaldamento, detto anche corpo radiante, di locali ad uso civile e/o industriale. La denominazione è oggi disusata nella tecnica ma ancora in uso nel linguaggio comune, degli impianti di riscaldamento in genere, e in particolare degli impianti a termosifone nonché dei singoli radiatori.

## Storia

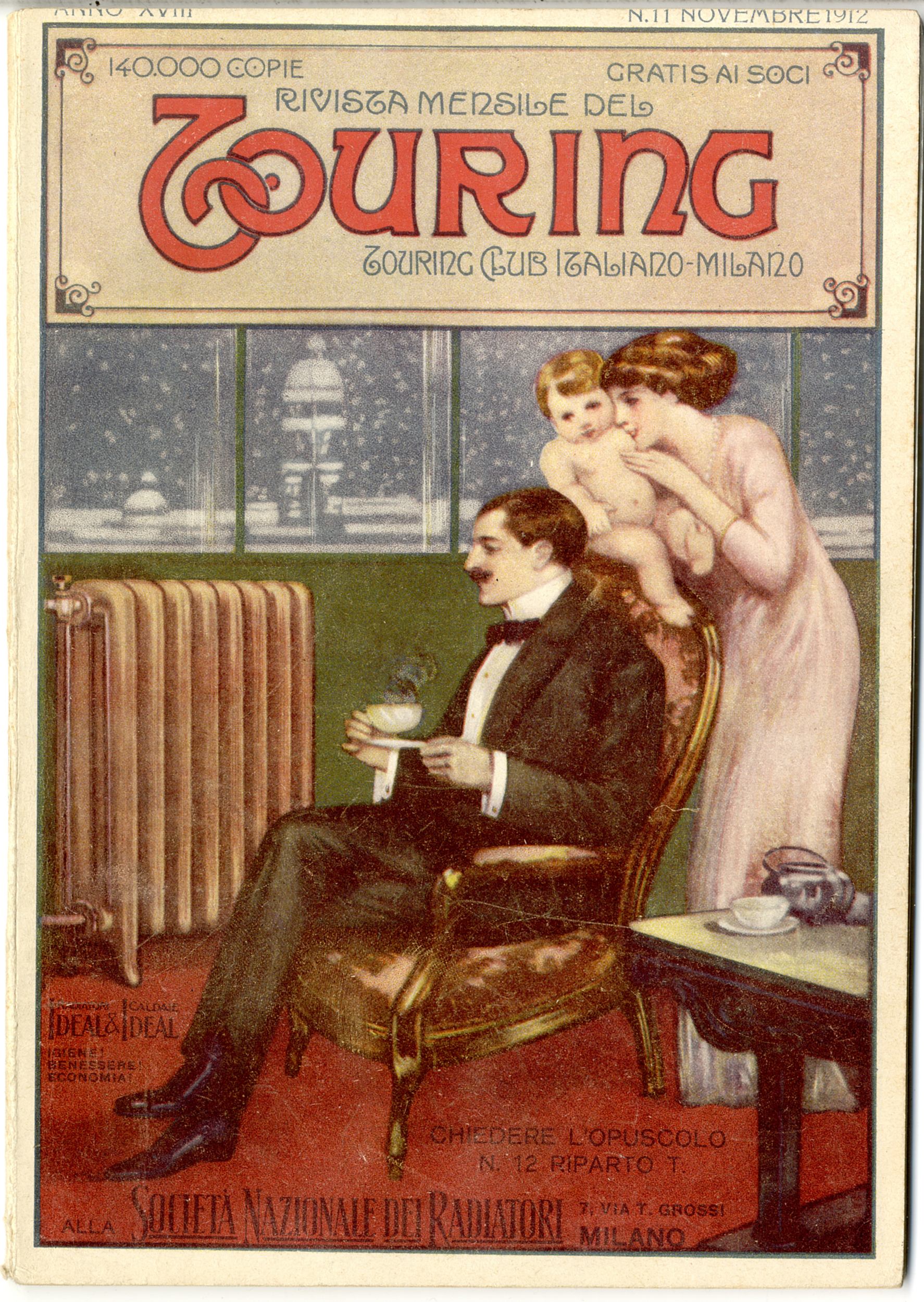
Pubblicità dei radiatori ad acqua del 1912

Il calorifero è stato inventato e brevettato da Pietro de Zanna nel 1839. Inizialmente il modello fu ideato ad aria compressa, solo nel 1855 l'inventore italo russo Franz Karlovich San Galli inventò il calorifero ad acqua, contribuendo significativamente ai moderni sistemi di riscaldamento centralizzato.
Successivamente tale soluzione ispirò il termoconvettore ad acqua, il quale prevede anche una ventola per velocizzare lo scambio termico e favorire l'effetto di convenzione, andandolo ad accentuare in misura importante.

## Descrizione
Il calorifero è solitamente composto da elementi cioè moduli in serie affiancati per arrivare alla superficie radiante desiderata. I moduli possono essere in acciaio, ghisa o alluminio. Il rendimento e il prezzo di un calorifero dipende dal materiale, dalla dimensione e dal numero degli elementi di cui è composto.

## Impiantistica e fissaggi

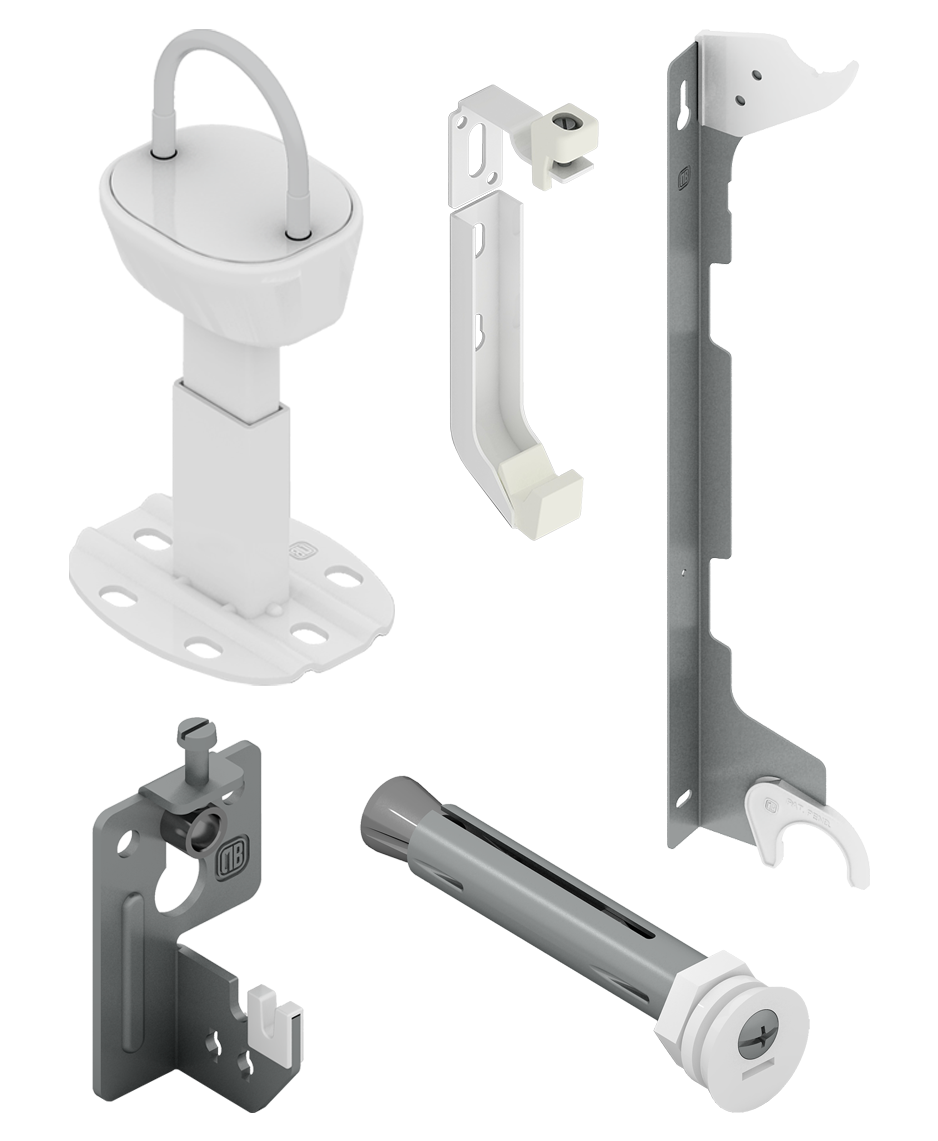
Fissaggi per caloriferi per diverse installazioni

Generalmente ne viene installato uno in ogni stanza, collegato tramite dei tubi ad una caldaia, che per mezzo di pompe immette acqua calda nel calorifero stesso. Ad oggi è possibile installare anche caloriferi che sfruttano le basse temperature come il pavimento radiante. La caldaia è solitamente collegata ad un termostato che ne regola l'accensione e lo spegnimento a seconda della temperatura desiderata, dell'orario ed eventualmente anche in base ai giorni della settimana (utilizzato principalmente per abitazioni usate solo pochi giorni a settimana come il fine settimana) o con un radiocomando GSM.
Oltre ai caloriferi a caldaia esistono anche caloriferi elettrici che funzionano riscaldando per mezzo di una resistenza l'acqua o l'olio presenti al loro interno.
Il posizionamento dei caloriferi può essere di vario tipo a seconda delle esigenze. Affinché il calorifero riesca a scaldare in modo efficace l'ambiente in cui si trova, è fondamentale che la sua installazione sia particolarmente accurata:
- Installazione del calorifero a parete:
  - Utilizzo di staffe a tutta lunghezza per caloriferi con supporti o che necessitano di forze maggiori.
  - Utilizzo di mensole e distanziatori per caloriferi senza supporti o che non necessitano di grandi forze.
  - Utilizzo di mensole ad espansione per muri a cartongesso o a capotto termico.
- Installazione del calorifero a pavimento:
  - Utilizzo di fissaggi denominati piedini per il fissaggio a pavimento, qualora sia necessario la pulizia nella parte posteriore del radiatore, in luoghi come ospedali, scuole, cliniche, ecc.
  - Utilizzo di fissaggi per il massetto, immersi direttamente nella pavimentazione.

Nei sistemi sospesi bisogna porre una speciale attenzione a mantenere le prescritte distanze dai muri laterali, dal soffitto, dalla mensola, dal muro posteriore che sono raccomandate dai costruttori al fine di permettere la corretta circolazione di aria calda.
L'uso di questi fissaggi è stato normato all'interno della comunità europea attraverso le linee guida VDI 6036 per ovviare ai più comuni incidenti domestici.

## Valvole e regolazioni
Il calorifero è provvisto di diverse valvole per la:
- Spurgo, valvola che permette la rimozione dell'aria accumulata nel calorifero durante il funzionamento.
- Detentore, valvola posta in uscita dal calorifero (generalmente nella parte bassa dello stesso) che regola la velocità massima del fluido nel calorifero, dove generalmente viene chiusa per i caloriferi più vicini alla caldaia e aperto per i caloriferi più lontani da questa, in modo da poter ridurre le vibrazioni degli stessi e ridistribuire meglio i fluidi.
- Valvola termostatica, valvola posta in ingresso del calorifero e che tramite una regolazione della stessa permette di regolare (limitare) la portata del fluido in ingresso.
- Tappo, valvola di chiusura per le uscite dal calorifero non utilizzate.

## Tipologie di caloriferi

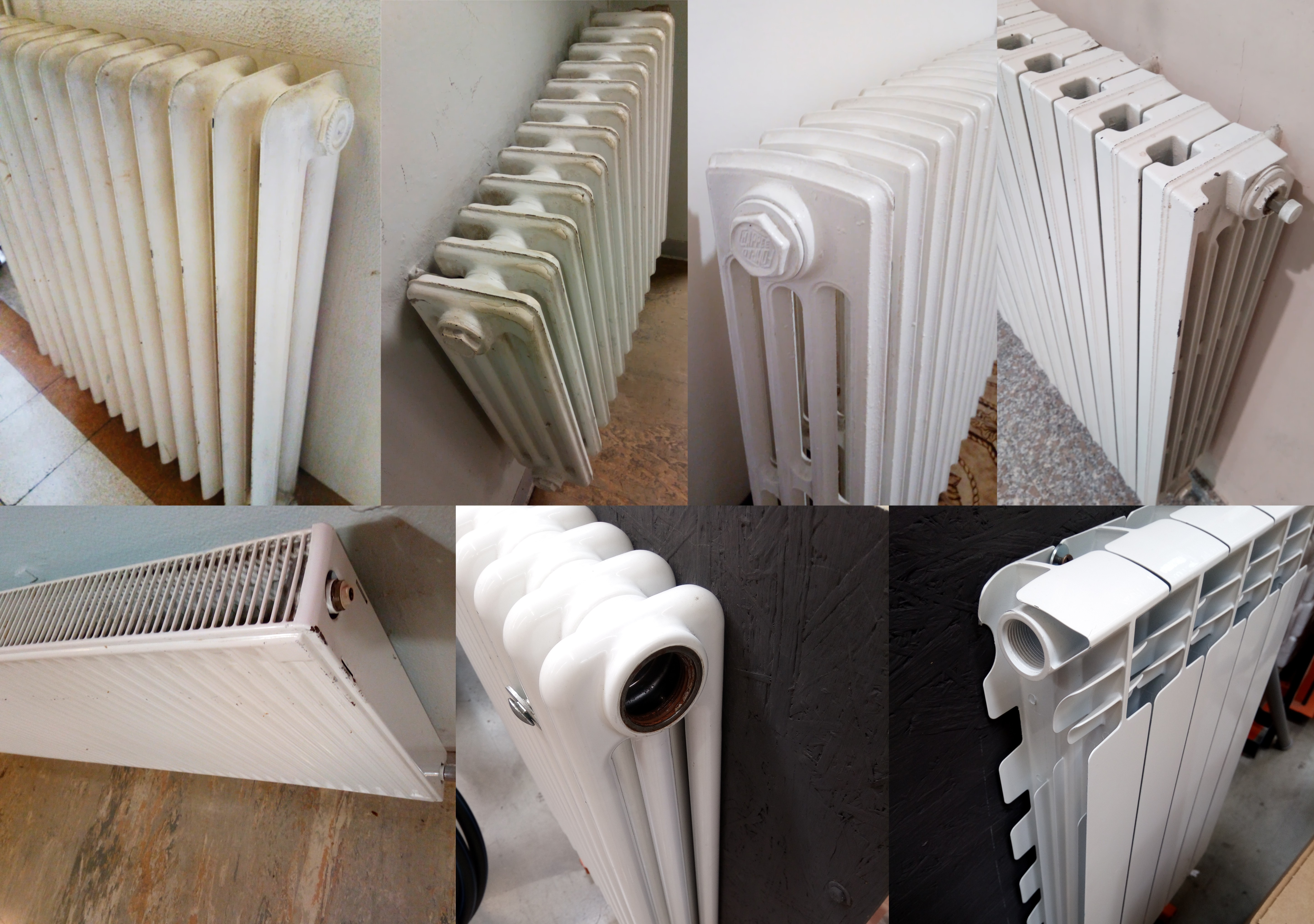
Panoramica sulle tipologie principali di caloriferi di tipo funzionale (no termoarredo), in alto l'evoluzione sulla forma dei caloriferi in ghisa, in basso a sinistra e al centro per quelli in acciaio e a destra per quelli in alluminio

### Scaldasalviette
Lo scaldasalviette è un calorifero particolare per il bagno che serve per riscaldare ed asciugare gli asciugamani. Esistono due versioni: quello solo acqua e quello elettrico ad acqua o ad olio. Alcuni modelli elettrici possono essere dotati anche di un termoventilatore per il riscaldamento dell'ambiente.

### Radiatori tubolari
Il radiatore tubolare è una variazione basata su alcuni modelli di vecchi caloriferi in ghisa, che permette una maggiore pulizia visiva e facilità di pulizia, ma a discapito dello scambio termico in quanto la sezione delle colonne è circolare.

### Piastre
Le piastre che sono generalmente in acciaio sono il modello di calorifero più diffuso al mondo in quanto sono la tipologia più efficiente nella famiglia dei caloriferi. Il volume d'acqua impiegato è nettamente inferiore rispetto a tutti i modelli presenti nel mercato.